# Робинсон, Пол Питер
Пол Пи́тер Ро́бинсон (англ. Paul Peter Robinson; род. 14 декабря 1978 или 17 декабря 1978, Уотфорд, Хартфордшир, Англия) — английский футболист, защитник.

## Карьера

### «Уотфорд»
Родился в Уотфорде в 1978 году и начал заниматься футболом в системе одноименного клуба. 29 октября 1996 года, в возрасте 17 лет, Робинсон дебютировал за главную команду в матче против «Лутон Таун». В том сезоне защитник провёл 12 игр. В 1998 году «Уотфорд» стал победителем Второго дивизиона. Главный тренер Грэм Тейлор всё больше доверял молодому футболисту, и в сезоне 1998/99, в котором «шершни» вышли в Премьер-лигу через плей-офф, Робинсон стал твердым игроком основного состава. В матче против «Порт Вэйл» 29 апреля 1999 года Пол грубо атаковал Стюарта Тэлбота, в результате чего у игрока «Вэйл» случился перелом двух костей голени. Из-за данной травмы Тэлбот был вынужден пропустить 10 месяцев.
Робинсон провёл 32 матча в АПЛ сезона 1999/2000, но команда заняла последнее место и выбыла обратно в Первый дивизион. Защитник играл в «Уотфорде» еще 3 года, проведя 124 игры в чемпионате и довел число своих голов во всех соревнованиях до девяти.

### «Вест Бромвич Альбион»
В октябре 2003 года Робинсон был куплен «Вест Бромвич Альбионом» за £250 000 с доплатой в размере £125 000 при выходе «дроздов» в Премьер-лигу. Он дебютировал за новый клуб 18 октября в матче против «Норвич Сити». В том сезоне защитник провёл за «Альбион» 32 игры во всех турнирах, а клуб занял второе место в Первом дивизионе, завоевав путевку в чемпионат Англии.
Тренер «Вест Бромвича» Брайан Робсон ценил Робинсона и называл его потенциальным кандидатом в сборную Англии. В апреле 2005 года Пол забил первый гол за клуб, сравняв счет на последних минутах поединка с «Астон Виллой» ударом головой. Этот забитый мяч был признан лучшим голом клуба в сезоне. Ничья с бирмингемской командой в конечном счете помогла «Вест Бромвичу» покинуть зону вылета.
В июне 2006 «Уотфорд» предпринял попытку вернуть Робинсона, предложив «дроздам» £1,4 млн, но такая цена не устроила тренера и руководство клуба и через месяц защитник подписал с «Вест Бромом» трехлетний контракт. В следующем году футболиста пытался приобрести «Уиган Атлетик», все детали были согласованы, но Пол не прошел медицинское обследование.
В начале ноября «Вест Бромвич» встречался с бывшим клубом Робинсона «Уотфордом» и одержал победу со счетом 3:0, а защитник попал в символическую сб. В марте 2008  он опять был выбран в команду недели, а по итогам сезона Робинсон стал членом символической команды года вместе с одноклубниками Джонатаном Гринингом и Кевином Филиппсом. «Вест Бромвич» занял первоем место в лиге и вернулся в элиту английского футбола.

### «Болтон Уондерерс»
12 июля 2009 года игрок присоединился к «Болтон Уондерерс» за £1 млн на правах годичной аренды с последующим подписанием контракта на два года. Он дебютировал за «бродяг» 15 августа в поединке с «Сандерлендом». За три сезона Пол провел за «Болтон» 87 матчей и не забил ни одного гола.

#### Аренда в «Лидс Юнайтед»
6 марта 2012 года Пол был арендован клубом «Лидс Юнайтед» на один месяц. 11 марта он уже сыграл за новую команду, а вскоре срок аренды был продлен до конца сезона. Однако тренер Нил Уорнок не был заинтересован в подписании игрока на постоянной основе, и игрок стал свободным агентом.

### «Бирмингем Сити»
Летом Робинсон тренировался с клубом MLS «Торонто» и представителями чемпионшипа «Бирмингем Сити». С последними защитник подписал контракт на один месяц из-за большого количества травм основных игроков. 29 сентября он дебютировал за клуб в поединке с «Брайтон энд Хоув Альбион». После четырех проведенных игр контракт с ним был продлен, так как лазарет «горожан» был полон. Впоследствии Робинсон подписал соглашение сроком до конца сезона, так как у «Бирмингема» не было средств на покупку новых футболистов. В последних матчах чемпионата он играл на несвойственной ему позиции центрального полузащитника вместе с Кертисом Дэвисом по причине травмы Стивена Колдуэлла. Всего Пол провел 37 игр в Чемпионшипе.
Летом Робинсон подписал однолетний контракт с функцией продления еще на один год и был назначен капитаном команды. 14 января 2014 года в матче кубка Англии против «Бристоль Роверс» Робинсон отметился первым за 4 года голом. В апреле, в разгар борьбы за выживание, он был дисквалифицирован на три игры за получение 15 желтых карточек и вернулся лишь в последнем матче сезона, в котором «Бирмингем» сыграл вничью с «Болтоном» и смог остаться в лиге. По окончании чемпионата Пол был удостоен звания лучшего игрока сезона в клубе.
В феврале 2018 года Робинсон объявил о завершении карьеры по завершении сезона 2017/18. Последний матч он провел 6 мая 2018 года с «Фулхэмом», выйдя на замену на 91-й минуте.